# Ilikta
L'Ilikta (in russo Иликта?, nel corso superiore e medio Pravaja Ilikta, Правая Иликта) è un fiume della Russia siberiana orientale affluente di sinistra della Lena. Scorre nel Kačugskij rajon dell'oblast' di Irkutsk. 
Il fiume ha la sua sorgente sul versante nord-occidentale dei Monti del Bajkal. Attraversa la montagna, ricoperta da boschi di larici misti a pini e cedri, in una direzione generale nord-occidentale, quindi devia verso ovest. Nel corso inferiore volge a nord. Confluisce nella Lena a 4 020 km lungo la sponda sinistra. Ha una lunghezza di 105 km e il suo bacino è di 2 850 km².